# Lukáčovce
Lukáčovce é um município da Eslováquia, situado no distrito de Nitra, na região de Nitra. Tem 16,84 km² de área e sua população em 2018 foi estimada em 1.154 habitantes.

## Demografia
| Ano:        | 1994 | 2004   | 2014   | 2024   |
| ----------- | ---- | ------ | ------ | ------ |
| Broj ljudi: | 1037 | 1084   | 1142   | 1168   |
| Razlika:    |      | +4,53% | +5,35% | +2,27% |

| Ano:               | 2023 | 2024   |
| ------------------ | ---- | ------ |
| Número de pessoas: | 1164 | 1168   |
| Diferença:         |      | +0,34% |